# Muntvoet
Muntvoet is binnen de geldtheorie, geldhandel en de numismatiek de verhouding tussen de feitelijke waarde van de munt aan edelmetalen (intrinsieke waarde) en de nominale waarde van de munt (de rekenwaarde van de munt in het betalingsverkeer).

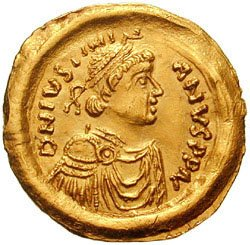
Portret van Justinianus I op een gouden munt (een tremissis van 1,43 g) geslagen in Constantinopel. Het opschrift is D N IVSTINIANVS P P AV[G].

De muntvoet is meer exact de metaalwaarde gedeeld door de betaalwaarde, beide uitgerukt in eenzelfde eenheid (bijvoorbeeld in een andere vaststaande muntwaarde). Een hoge muntvoet betekent dus dat er veel edelmetaal in de munt is verwerkt en daarmee is de munt betrouwbaar. Een lage waarde betekent een onbetrouwbare munt. Bij het ontstaan van de munt speelde deze verhouding een belangrijke rol omdat daarmee van het geld de betrouwbaarheid kan worden vastgesteld. Naarmate er meer en meer werd gehandeld waarbij de betaling geschiedde in muntgeld in plaats van feitelijke ruilhandel kreeg geld een steeds grotere betekenis en was er ook een steeds grotere eis om de nominale waarde nauwkeurig aan te laten sluiten aan de intrinsieke waarde (de muntvoet is dan 1). De vraag van de bevolking was nog heel lang: als alleen de metaalwaarde wordt gerekend, heb ik dan een goede ruil gedaan? Geld werd toen vooral gezien als een gemakkelijk alternatief om de ruilhandel te bevorderen.

## Fiduciair geld
De betrouwbaarheid van muntgeld wordt ook wel "fiducie" genoemd en heeft geleid tot een fiduciair muntenstelsel. De bevolking heeft bij fiduciair geld vertrouwen in de nominale waarde van de munt(en). Wanneer een munt een hoge intrinsieke waarde heeft wordt de munt vertrouwd. Op het moment dat er andere minder intrinsiek waardevolle munten binnen een muntenstelsel komen heeft de bevolking de neiging om de waardevolle munten op te potten. Zie hiervoor ook de wet van Gresham.

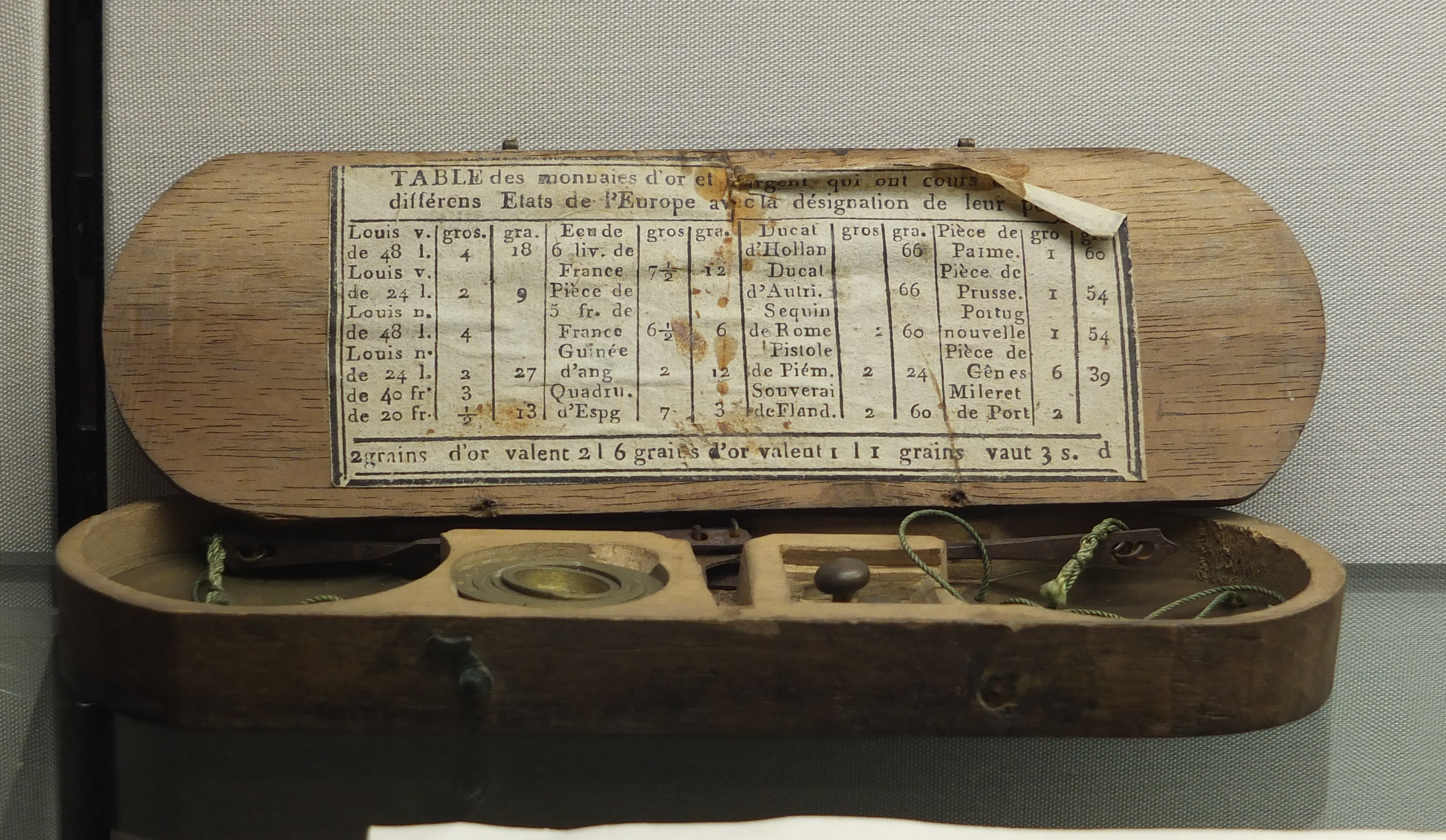
Muntgewichtendoos met weegschaal en diverse gewichten. Staal en koper 1780-1820.

De muntvoet werd vaak bepaald door geldhandelaren. Zij gebruikten weegschaaltjes om de metaalmassa vast te stellen en maakten een schatting van de hoeveelheid edelmetaal in de massa. Daarna drukten zij de intrinsieke waarde van de gewogen munt uit in de eigen munt. Daarmee stelden zij dan ook de wisselkoerswaarde van de munt vast.
Sommige overheden hebben misbruik van hun positie gemaakt om edelmetaal uit het muntstelsel te loodsen, door nieuwe munten te slaan en oude munten in te vorderen. De muntvoet daalde dan aanzienlijk. Dit voor zelfverrijking, afbetalen buitenlandse schulden of financiering van oorlogen.

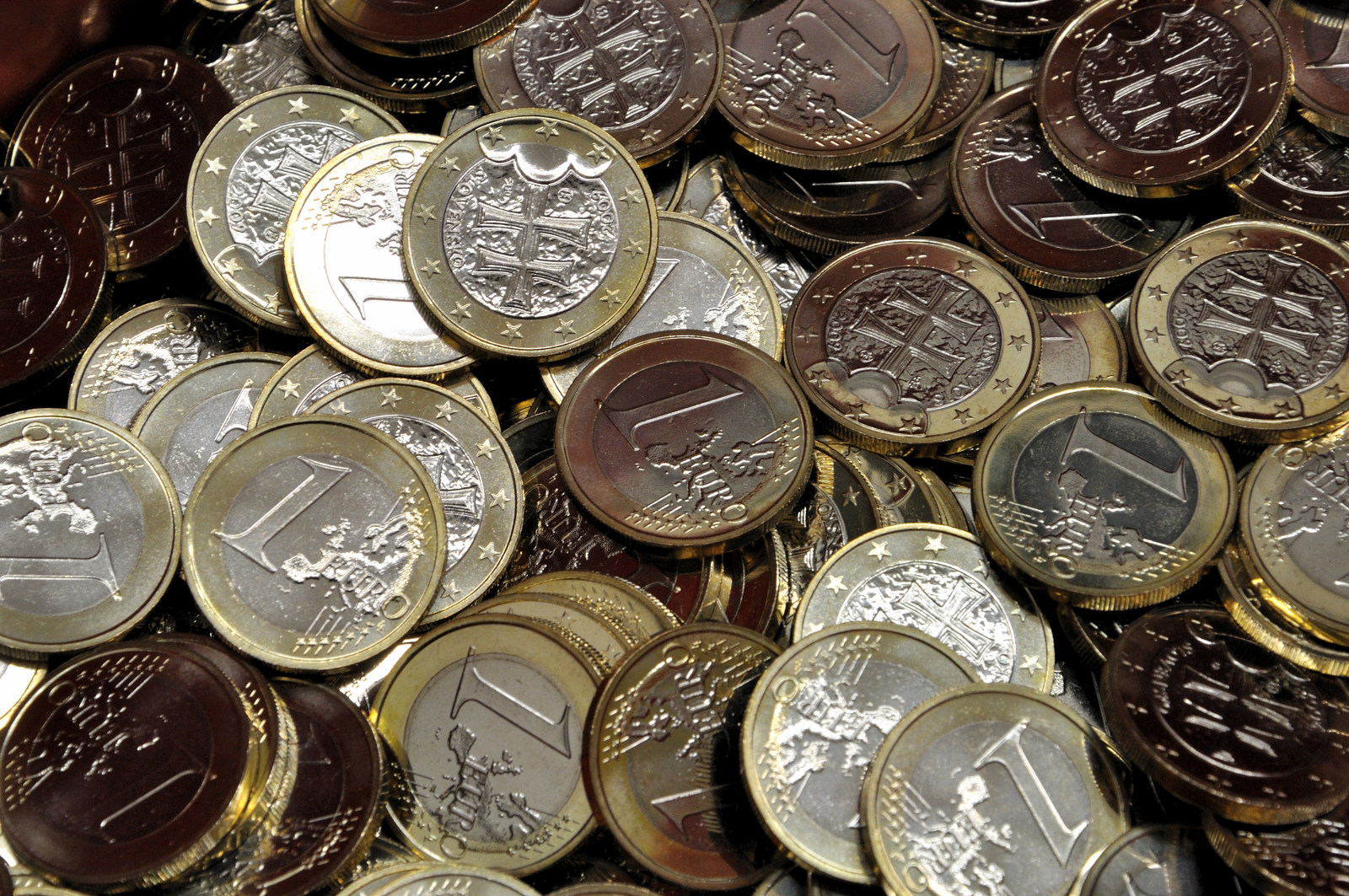
Euromunten van nikkel- en koperlegeringen

Naarmate het betalingsverkeer meer en meer door de overheid werd gecontroleerd en landen onderling steeds meer afspraken maakten inzake de geldhandel en wisselkoersen is de muntvoet losgelaten. De huidige Europese munten bevatten nauwelijks tot geen edelmetalen.